# Grevskabet Lerchenborg
Grevskabet Lerchenborg var et dansk grevskab oprettet 26. maj 1818 for Christian Cornelius Lerche af hovedgårdene Lerchenborg og Aunsøgård samt Mineslund, Asnæsgård, Lerchenfeld, Birkendegård, Vesterbygård, Astrup og Davrup. Grevskabet blev opløst ved lensafløsningen i 1923.